# Nathalia Holt
Nathalia Holt (nacida el 13 de diciembre de 1980) es una periodista y escritora estadounidense. Sus trabajos incluyen Cured, Rise of the Rocket Girls, The Queens of Animation y Wise Gals.

## Biografía
Holt es de Nueva York. Estudió en la Universidad del Sur de California, la Universidad Tulane y la Universidad Harvard. Su carrera incluye trabajo en el Instituto Phillip T. y Susan M. Ragon.
Su investigación como escritora científica ha incluido trabajos en los archivos del Laboratorio de Propulsión a Reacción (JPL), la Biblioteca Caltech y la Biblioteca Schlesinger sobre la Historia de la Mujer en Estados Unidos en Harvard. Su trabajo aparece en The Atlantic, The New York Times, PBS, Popular Science, y NPR.
Holt es una periodista que documenta la historia no contada de las mujeres. Ha publicado tres libros en el campo y ha hablado públicamente sobre la historia de las mujeres en la ciencia.
El libro de Holt Rise of the Rocket Girls: The Women Who Propelled Us, from Missiles to the Moon to Mars (2016) narra la vida de las mujeres informáticas en el Laboratorio de Propulsión a Reacción (JPL) de la NASA en California. También los sitúa en el contexto de hitos de la historia científica y más general. Las supervisoras Macie Roberts y más tarde Helen Ling, Barbara Paulson y Susan Finley emplearon mujeres como computadoras en una época en la que pocas carreras científicas estaban abiertas a las mujeres.
El libro de Holt The Queens of Animation: The Untold Story of the Women who Transformed the World of Disney and Made Cinematic History (2019) cuenta la historia de un grupo de animadoras que trabajan en los Walt Disney Studios durante la edad de oro de la animación. Ella narra los prejuicios que enfrentaron los artistas y los triunfos aportados al cine estadounidense por Mary Blair, Retta Scott y Gyo Fujikawa.
El libro de Holt Wise Gals: The Spies Who Build The CIA And Changed The Future of Espionage (2022) explora las espías no reconocidas de la Segunda Guerra Mundial que construyeron la CIA. Cuenta las historias de Eloise Page y Elizabeth Sudmeier, quienes utilizaron el espionaje contra laAlemania nazi. durante la Segunda Guerra Mundial y la Unión Soviética durante los inicios de la Guerra Fría. Holt escribe sobre el Panel Petticoat que luchó por cambios institucionales para las mujeres en la CIA.
Su libro Cured: The People Who Defeated VIH (2015) analiza las complejidades científicas de dos pacientes que han sido excepciones a la procesión habitual del sida. Uno de ellos ha experimentado una «cura funcional», lo que genera esperanzas de que algún día los investigadores puedan encontrar una «forma segura y confiable» de proteger a los pacientes contra el VIH. Dos tipos de mutaciones genéticas, los «expuestos no infectados» y los «controladores de élite», parecen ser capaces de resistir la enfermedad. Holt describe la ciencia involucrada, en la medida en que se entiende actualmente.
Holt vive en Monterrey, California.

## Obras
- Cured: The People Who Defeated HIV. Penguin Publishing Group. 24 de febrero de 2015. ISBN 978-0-14-218184-3. OCLC 937872774[19][20]
- Rise of the Rocket Girls: The Women Who Propelled Us, from Missiles to the Moon to Mars. Little, Brown. 5 de abril de 2016. ISBN 978-0-316-33891-2. OCLC 969388193[12][21]
- The Queens of Animation: The Untold Story of the Women Who Transformed the World of Disney and Made Cinematic History. Little, Brown. 2019. ISBN 978-0316439152.[22]
- Wise Gals: The Spies Who Built the CIA and Changed the Future of Espionage. Penguin Random House. 2022. ISBN 9780593328484.[23]